# Текуча (Черкасская область)
Теку́ча (укр. Текуча) — село в Уманском районе Черкасской области Украины.
Почтовый индекс — 20380. Телефонный код — 4744.

## Население
Население по переписи 2001 года составляло 1040 человек.

### Языковой состав
Родной язык населения по данным переписи 2001 года:
| Язык       | Численность, чел. | Доля     |
| ---------- | ----------------- | -------- |
| Украинский | 1 039             | 99,90 %  |
| Другое     | 1                 | 0,10 %   |
| Итого      | 1 040             | 100,00 % |

## Местный совет
20380, Черкасская обл., Уманский р-н, с. Текуча, ул. Победы, 5